# Wikipedia in russo
La Wikipedia in russo, spesso abbreviata in ru.wikipedia, ru.wiki o ru-wiki (in lingua originale Русская Википедия, Russkaja Vikipedija) è l'edizione in lingua russa dell'enciclopedia online Wikipedia. Tale edizione ebbe inizio ufficialmente nel maggio 2001.

## Statistiche
La Wikipedia in russo ha 2 042 037 voci, 8 269 739 pagine, 3 743 187 utenti registrati di cui 8 877 attivi, 63 amministratori e una "profondità" (depth) di 163 (al 30 aprile 2025).
È la settima Wikipedia per numero di voci ma, come "profondità", è la 17ª tra quelle con più di 100 000 voci (al 14 ottobre 2024).

## Cronologia
- 11 maggio 2001 —  creazione di Wikipedia in russo in dominio http://russian.wikipedia.com[collegamento interrotto]
- 30 dicembre 2004 — superò le 10000 voci.
- 5 giugno 2005 — superò le 20000 voci.
- 23 agosto 2005 — superò le 30000 voci.
- 31 dicembre 2005 — superò le 50000 voci.
- 16 agosto 2006 — superò le 100000 voci.
- 10 marzo 2007 — superò le 150000 voci.
- 4 settembre 2007 — superò le 200000 voci.
- 17 marzo 2008 — superò le 250000 voci.
- 19 maggio 2008 — la Wikipedia in russo superò l'edizione in lingua svedese, diventando la decima edizione per numero di voci.
- 18 luglio 2008 — superò le 300000 voci.
- 22 gennaio 2009 — superò le 350000 voci.
- 18 aprile 2009 — superò le 380000 voci.
- 16 giugno 2009 — superò le 400000 voci.
- 16 febbraio 2010 — superò le 500000 voci.
- 27 settembre 2010 - superò le 600000 voci.
- 10 dicembre 2011 - superò le 800000 voci.
- 8 settembre 2012 - superò le 900000 voci.
- 4 dicembre 2012 - la Wikipedia in russo superò l'edizione in lingua polacca, diventando la settima edizione per numero di voci.
- 25 dicembre 2012 - la Wikipedia in russo superò l'edizione in lingua spagnola, diventando la sesta edizione per numero di voci.
- 11 maggio 2013 - superò un milione di voci.
- 6 agosto 2014 - la Wikipedia in russo superò l'edizione in italiano, diventando la sesta edizione per numero di voci.
- 1º settembre 2014 - venne superata dall'edizione in cebuano e ritornò a essere la settima edizione per numero di voci.
- 23 settembre 2014 - venne superata dall'edizione in waray-waray e ritornò a essere l'ottava edizione per numero di voci.
- 31 marzo 2015 - superò l'edizione in cebuano e tornò a essere la settima edizione per numero di voci.
- 24-25 agosto 2015 - oscurata per alcune ore[2] da Roskomnadzor.
- 11 ottobre 2015 - la Wikipedia in russo superò l'edizione in lingua waray-waray e tornò a essere la sesta edizione per numero di voci.
- 9 novembre 2015 - venne superata dall'edizione in cebuano e ritornò a essere la settima edizione per numero di voci.
- 1º ottobre 2018 - superò 1500000  voci.
- 18 settembre 2024 - superò 2000000 di voci